# Copa da Escócia de 1920–21
A Copa da Escócia de 1920-21 foi a 43º edição do torneio mais antigo do futebol da Escócia. O campeão foi o Partick Thistle F.C., que conquistou seu 1º título na história da competição ao vencer a final contra o Rangers F.C., pelo placar de 1 a 0.

## Premiação
| Copa da Escócia de 1920-21               |
| Escócia                                  |
| ---------------------------------------- |
| Partick Thistle F.C. Campeão (1º título) |